# Memorial a les víctimes de l'ocupació alemanya
El Memorial a les víctimes de l'ocupació alemanya és un monument creat en record de la invasió alemanya d'Hongria i situat a la plaça de la Llibertat de Budapest. El monument va provocar polèmica i va indignar les organitzacions de la comunitat jueva atès que es va considerar que el monument exculpava l'Estat hongarès i els hongaresos de la seva col·laboració amb l'Alemanya nazi i la complicitat en l'Holocaust.

## Descripció
Anunciat per primera vegada a finals de 2013 i aprovat en una sessió de gabinet tancada la vigília de cap d'any de 2013, el memorial es va construir la nit del 20 al 21 de juliol de 2014. Al mateix lloc, manifestants van improvisar un «contra-memorial vivent» format per objectes, fotografies, cartes i pedres.
El monument presenta una estàtua de pedra de l'arcàngel Gabriel que sosté el globus imperial dels reis hongaresos, símbol nacional d'Hongria i de la sobirania hongaresa, que està a punt de ser agafat per una àguila amb les urpes esteses que recorda l'escut d'Alemanya i representa la invasió i ocupació nazis d'Hongria el març de 1944, data que apareix al turmell de l'àguila. La inscripció a la base del monument resa «En memòria de les víctimes». L'estàtua és la interpretació del Monument del Mil·lenni de la Plaça dels Herois de Budapest.